# Jihomoravský krajský přebor 1990/1991
V soubojích 31. ročníku Jihomoravského krajského přeboru 1990/91 (jedna ze skupin 5. fotbalové ligy) se utkalo 16 týmů každý s každým dvoukolovým systémem podzim–jaro. Tento ročník začal v srpnu 1990 a skončil v červnu 1991.
V této sezoně měl 16 účastníků, což se stalo poprvé od ročníku 1982/83 a znovu až v rámci samostatné České republiky od sezony 1993/94. Do Divize D 1991/92 z něj postoupilo 10 mužstev a do Divize E 1991/92 přešla obě kroměřížská mužstva.
Po sezoně 1990/91 došlo k reorganizaci nižších soutěží, mj. došlo k obnovení žup, Jihomoravský župní přebor měl v období 1991 – 1993 opět jen 14 účastníků. Z tohoto důvodu nesestoupilo do I. A třídy žádné mužstvo. B-mužstvo Hodonína přešlo do Středomoravského župního přeboru 1991/92.

## Nové týmy v sezoně 1990/91
- Po sezoně 1989/90 došlo ke spojení VTJ Hodonín a TJ Sigma Hodonín do VTJ Sigma Hodonín. Tento celek převzal místo ve třetí lize po VTJ Tachov (viz 1989/90),[1] místo Sigmy Hodonín zaujalo mužstvo VTJ Sigma Hodonín „B“.
- Z Divize D 1989/90 nesestoupilo do Jihomoravského krajského přeboru žádné mužstvo.
- Ze skupin I. A třídy Jihomoravského kraje 1989/90 postoupila mužstva FC Kuřim a FC Znojmo (obě ze skupiny A), VTJ Kroměříž a TJ Slavia Agro Kroměříž (obě ze skupiny B).

## Konečná tabulka
Zdroj: 
| Poř. | Tým                         | Z  | V  | R  | P  | VG | OG | B  |
| ---- | --------------------------- | -- | -- | -- | -- | -- | -- | -- |
| 1.   | TJ ČKD Blansko              | 30 | 15 | 9  | 6  | 57 | 39 | 39 |
| 2.   | TJ Kunovice                 | 30 | 15 | 8  | 7  | 69 | 39 | 38 |
| 3.   | TJ Baník Ratíškovice        | 30 | 12 | 12 | 6  | 56 | 46 | 36 |
| 4.   | VTJ Kroměříž (N)            | 30 | 13 | 7  | 10 | 45 | 36 | 33 |
| 5.   | TJ Slavia Agro Kroměříž (N) | 30 | 13 | 6  | 11 | 47 | 50 | 32 |
| 6.   | TJ Veselí nad Moravou       | 30 | 13 | 6  | 11 | 54 | 59 | 32 |
| 7.   | TJ Třebíč                   | 30 | 13 | 5  | 12 | 69 | 43 | 31 |
| 8.   | TJ Dolní Němčí              | 30 | 12 | 7  | 11 | 60 | 52 | 31 |
| 9.   | TJ Zetor Brno               | 30 | 11 | 9  | 10 | 33 | 40 | 31 |
| 10.  | TJ Baník Zbýšov             | 30 | 13 | 4  | 13 | 51 | 43 | 30 |
| 11.  | SKP Znojmo-Práče „B“        | 30 | 11 | 8  | 11 | 44 | 54 | 30 |
| 12.  | FC Svit Zlín „B“            | 30 | 11 | 6  | 13 | 40 | 43 | 28 |
| 13.  | FC Kuřim (N)                | 30 | 9  | 8  | 13 | 48 | 58 | 26 |
| 14.  | FC Znojmo (N)               | 30 | 7  | 11 | 12 | 41 | 56 | 25 |
| 15.  | VTJ Sigma Hodonín „B“       | 30 | 9  | 6  | 15 | 40 | 57 | 24 |
| 16.  | SK Jihlava                  | 30 | 5  | 4  | 21 | 30 | 69 | 14 |

Poznámky:
- Z = Odehrané zápasy; V = Vítězství; R = Remízy; P = Prohry; VG = Vstřelené góly; OG = Obdržené góly; B = Body; (S) = Mužstvo sestoupivší z vyšší soutěže; (N) = Mužstvo postoupivší z nižší soutěže (nováček)

|  | Postup do Divize D 1991/92                          |
|  | Postup do Divize E 1991/92                          |
|  | Přechod do Středomoravského župního přeboru 1991/92 |